# Viktor Kasparsson
Viktor Kasparsson är en svensk tecknad skräckserie. Den skrivs och tecknas av Dennis Gustafsson. Serien har hittills (2016) kommit ut i sex albumutgåvor, alla utspelande sig i mellankrigstidens Skåne, där titelfiguren löser detektivgåtor av mycket varierande slag. Förutom albumen har serien synts i tidningarna Agent X9, Utopi och Helsingborgs Dagblad.

## Historik
Serien uppträdde för första gången i antologin (utgiven 2002) från den nordiska serietävlingen till 2001 års seriefestival i finska Kemi. I denna publicerades den engelskspråkiga skräckserienovellen med titeln "The Macabre Casebook of Viktor Kasparsson, Supernatural Detective: The Last Will".
Därefter återkom serien 2010 genom två kortare serier på svenska – "Psalm 666" och "Nöd & lust". Den sistnämnda publicerades i Altcom 2010 Sex & War Anthology, utgiven i samband med 2010 års Altcom-festival. Altcom är en seriefestival för vuxenserier som arrangeras vartannat år i Malmö.
Två år senare började avsnitt av serien publiceras i bland annat tidningen Agent X9. Tre avsnitt av serien trycktes i tidningen under 2012 och 2013, och ungefär samtidigt publicerades tre andra avsnitt i Helsingborgs Dagblad och ett i serietidningen Utopi. Sex av dessa serier återtrycktes 2015 i Vinterbrand och andra makabra mysterier, ett av ett halvdussin seriealbum som sedan 2010 givits ut på Albumförlaget. Det inledande albumet är onumrerat, medan album två – Skräckens ängel – inledde den numrerade utgivningen av serien. Det inledande, onumrerade albumet består av (åter)tryck av serienovellerna "God Jul Herr Kasparsson", "Främmande hamn", "Vems rosor växer i ån?" och "Flugornas herre".

## Innehåll, teman och mottagande
Viktor Kasparsson är en detektiv och "privatspanare" i 1920- och 30-talens Sverige (med bas i Hälsingborg) med det övernaturliga som specialitet. Titelfiguren är klädd i keps och tweedkostym och arbetar som medhjälpare i ett fotolaboratorium. Denne ungkarl hamnar titt som tätt i olika intriger av udda slag. Bland de figurer och fenomen han mött på seriesidorna finns Näcken, en varulvs-kabal och Belsebub – allt någonstans i Skåne. Serien är, med sina blodiga inslag, läsning för vuxna läsare.
Serien Viktor Kasparsson har, med sitt undersökande av ockulta mysterier, jämförts med Ola Skogängs Theo. Skogängs serie utspelas dock i Stockholm, medan Dennis Gustafssons serie är mer skånsk i inriktningen. Recensenter har, utöver en välgjord historisk framställning (där Hälsingborg stavas just så), noterat Gustafssons skicklighet i att teckna öde vinterlandskap. Viktor Kasparsson har också ansetts vara mer läsvärd i de längre berättelserna (album 0 och 5 är novellsamlingar). Hotellet i Spöket på Hotell Vega hette så under mellankrigstiden; dagens namn är Viking.
Gustafssons teckningar är realistiska i stilen, och färgläggningen av serien görs i en variant av noir – svart-brunt-gult.
Dennis Gustafssons skräckserieton har även jämförts med både H.P. Lovecraft (för den sakta krypande skräcken) och Edgar Allan Poe. Albumet Syndaätaren nominerades (som en av fem titlar) till Urhunden för "2014 års bästa originalsvenska seriebok".

## Utgivna serier

### I tidningar, häften och antologier
Serienovellerna markerade med * återtrycktes senare i albumet Vinterbrand (2015).
- "The Macabre Casebook of Viktor Kasparsson, Supernatural Detective: The Last Will" (Till sängs! – eller ej och andra serier från den nordiska serietävlingen i Kemi 2001, 2002)
- "Psalm 666" (smakprov, 2010)*
- "Nöd & lust" (Altcom 2010 Sex & War Anthology, 2010)
- "Viktor Kasparssons makabra mysterier: Änkans alibi" (Agent X9 nr 1/2012)
- "Glad Påsk, Herr Kasparsson" (Helsingborgs Dagblad 8/4 2012)*
- "Viktor Kasparssons makabra mysterier: Andras gravar" (Agent X9 nr 7/2012)*
- "Viktor Kasparsson: Räddaren i nöden" (Utopi nr 6/2012)*
- "Blåkullas vägvisare" (Helsingborgs Dagblad 30/3 2013)*
- "Ordningen upprätthålls alltid: Människojägaren" (Agent X9 nr 7/2013)
- "Osaliga änglar" (Helsingborgs Dagblad 17 april 2014)*

### Album
- Viktor Kasparssons makabra mysterier, Albumförlaget 2010. ISBN 9789197857994
- 1: Skräckens ängel, Albumförlaget 2011. ISBN 9789186783051
- 2: Spöket på Hotell Vega, Albumförlaget 2012. ISBN 9789186783112
- 3: Blodsband, Albumförlaget 2013
- 4: Syndaätaren, Albumförlaget 2014
- 5: Vinterbrand och andra makabra mysterier, Albumförlaget 2015
- 6: Helvetets fasor, Albumförlaget 2017
- 7: Fädernas synder, Albumförlaget 2018